# One Slip
Pour les articles homonymes, voir Slip (homonymie).
One Slip est une chanson du groupe britannique rock progressif Pink Floyd, composée par David Gilmour et le guitariste Phil Manzanera du groupe Roxy Music. 
C'est le quatrième titre de l'album A Momentary Lapse of Reason sorti en 1987. Il apparaît aussi sur la version vidéo de Delicate Sound of Thunder. Cette chanson se classa 5e aux États-Unis. Elle fut souvent jouée en concerts lors de la tournée Delicate Sound of Thunder pour promouvoir le présent album. Cette chanson fut également jouée une fois à Oakland lors de la tournée P·U·L·S·E. 
Le niveau de difficulté de cette pièce serait plus remarqué en concert, sur la version studio on y entend le Chapman Stick de Tony Levin, alors que le bassiste Guy Pratt ne jouant pas de cet instrument, dût se concentrer sur son jeu à la basse mais l'effet est loin d'être aussi percutant et remarquable. Autre fait notable, Nick Mason, le batteur de Pink Floyd, ne joue que les percussions sur cette chanson, alors que la batterie est jouée par Jim Keltner. Et finalement, le claviériste Rick Wright ne joue pas sur cette pièce, les claviers étant joués par Jon Carin et Bob Ezrin. 

## Personnel
- Pink Floyd :
  - David Gilmour - Guitare, séquenceur, chant
  - Nick Mason - Percussions

- Musiciens additionnels :
  - Jon Carin - Claviers
  - Bob Ezrin - Claviers
  - Michael Landau - Guitare pendant l'ouverture de la chanson
  - Tony Levin - Chapman Stick
  - Jim Keltner - Batterie
  - Darlene Koldenhaven, Carmen Twillie, Phyllis St. James, Donnie Gerard - chœurs

## Liens
- Site officiel de Pink Floyd
- Site officiel de David Gilmour